# Belčići
 Belčići  falu Horvátországban Zágráb megyében. Közigazgatásilag Jasztrebarszkához tartozik.

## Fekvése
Zágráb központjától 33 km-re délnyugatra, községközpontjától 6 km-re északnyugatra a Volavčica patak partján fekszik. 

## Története
A település a középkorban Lipovac várának uradalmához, egyházilag pedig  a podgorjei plébániához tartozott. Lakói a várhoz tartozó szolganépek, várjobbágyok voltak. Podgorje 1327-ben a Babonicsoktól a bánok igazgatása alá került, majd 1345-ben a plébánia is beolvadt a zágrábi egyházba. 1464-ben a vár a Frangepánoké lett. Frangepán Márton Belčićit Bukoveccel és Volavjevel együtt híveinek a Lukačićoknak adta. 1455-ben a települést "Belchychy" néven már a sveta janai plébánia részeként említik, ahova ma is tartozik. 
1857-ben 140, 1910-ben 169 lakosa volt. Trianon előtt Zágráb vármegye Jaskai járásához tartozott. 2001-ben a falunak 93  lakosa volt.

## Lakosság
| Lakosság változása | Lakosság változása | Lakosság változása | Lakosság változása | Lakosság változása | Lakosság változása | Lakosság változása | Lakosság változása | Lakosság változása | Lakosság változása | Lakosság változása | Lakosság változása | Lakosság változása | Lakosság változása | Lakosság változása |
| ------------------ | ------------------ | ------------------ | ------------------ | ------------------ | ------------------ | ------------------ | ------------------ | ------------------ | ------------------ | ------------------ | ------------------ | ------------------ | ------------------ | ------------------ |
| 1857               | 1869               | 1880               | 1890               | 1900               | 1910               | 1921               | 1931               | 1948               | 1953               | 1961               | 1971               | 1981               | 1991               | 2001               |
| 140                | 143                | 148                | 159                | 184                | 169                | 149                | 148                | 137                | 133                | 118                | 102                | 112                | 106                | 93                 |

## Külső hivatkozások
- Jasztrebaszka város hivatalos oldala
- Sveta Jana plébániájának honlapja